# 영국갯끈풀
영국갯끈풀은 벼목 벼과의 식물이다.
이것은 0.4-1.3m의 높이로 자라는 다년생 초본 식물이다. 봄과 여름에 황록색이고, 가을과 겨울에 갈색으로 바뀐다. 잎의 길이는 20~60cm이고, 넓이는 기저부에서 끝이 가늘어진 점까지 1.5cm이다. 그것은 줄기의 한쪽 면에서 꽃과 씨앗을 생성한다. 꽃은 황록색이고, 겨울에 갈색으로 바뀐다.

## 참조
- UK Joint Nature Conservation Committee: Spartina anglica

1. ↑  《BSBI List 2007》 (xls). Botanical Society of Britain and Ireland. 2015년 6월 26일에 원본 문서 (xls)에서 보존된 문서. 2014년 10월 17일에 확인함.
2. 1 2  국립생태원. “영국갯끈풀 Spartina anglica C. E. Hubb.”. 《한국 외래생물 정보시스템(KIAS)》. 대한민국 환경부.